# Gustav Kron

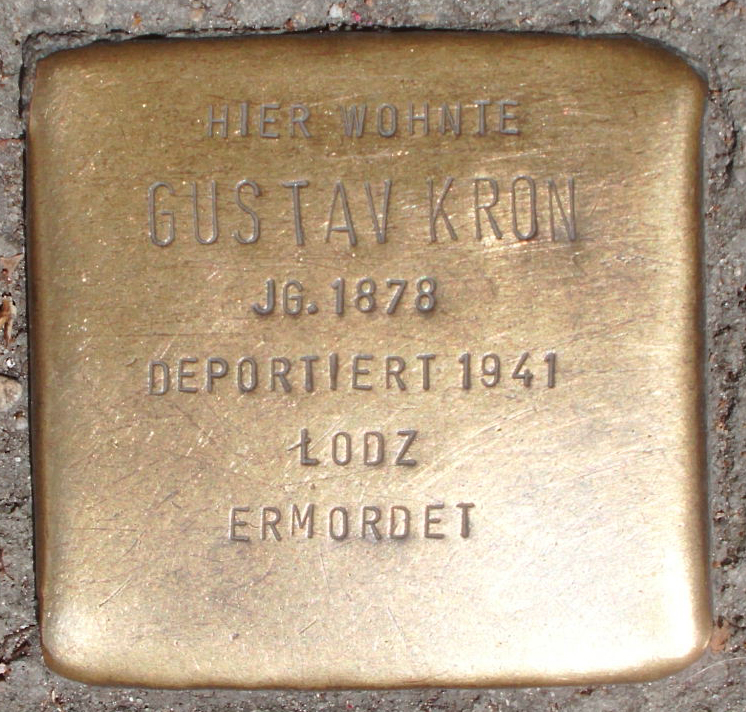
Stolperstein zur Erinnerung an Gustav Kron; Eppendorfer Baum 34 in Hamburg-Eppendorf

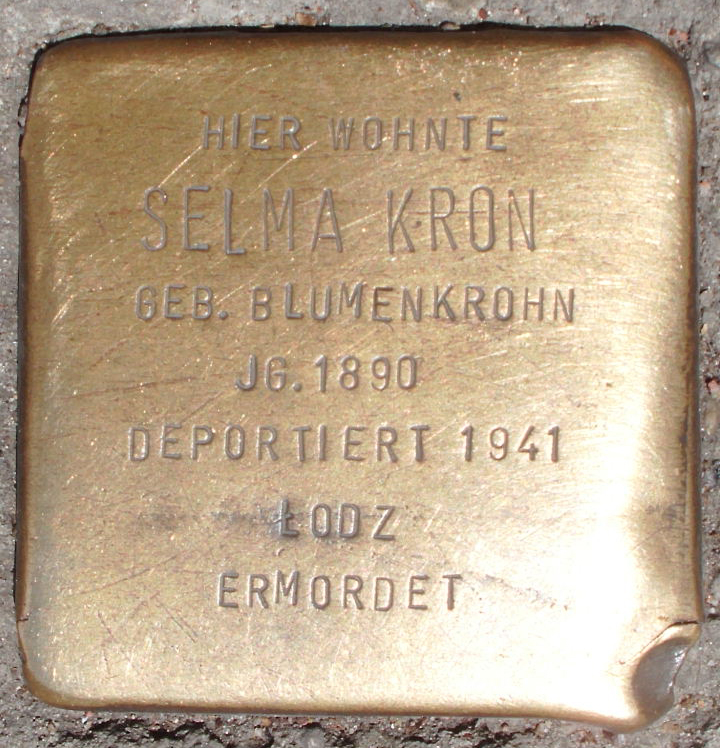
Stolperstein zur Erinnerung an Selma Kron; Eppendorfer Baum 34 in Hamburg-Eppendorf

Gustav Kron (geb. 23. April 1878 in Wolfhagen; gest. Mai 1942 im Vernichtungslager Kulmhof) war der letzte jüdische Lehrer und Vorbeter der jüdischen Gemeinde in der nordhessischen Stadt Fritzlar.

## Leben
Gustav Kron erhielt seine Ausbildung als Kantor 1900 bis 1904 am Israelitischen Lehrerseminar in Kassel. Im Jahr 1905 wurde er als Lehrer von der jüdischen Gemeinde in Westhoffen im Elsass angestellt. Von 1914 bis zu seiner Erkrankung im Jahr 1916 diente er als Soldat im Ersten Weltkrieg. 1917 wechselte er von Westhoffen nach Balbronn, wo er Kantor wurde. Nachdem im Jahr 1919 das Elsass wieder französisch geworden war, ging Gustav Kron nach Hessen zurück, wo er in Spangenberg die Vertretung des Lehrers Viktor Blumenkrohn wahrnahm. Dort heiratete er im Jahr 1921 Blumenkrohns Tochter Selma (geb. 6. April 1890 in Spangenberg), die in einem Chemielabor arbeitete.
Von 1919 bis 1924 war Kron Lehrer und Vorbeter in Harmuthsachsen, wo im Jahr 1922 der Sohn Walter geboren wurde. Danach wurde er von der jüdischen Gemeinde Fritzlar angestellt. In Fritzlar gab er auch katholischen und protestantischen Theologiestudenten Hebräischunterricht und unterrichtete an der örtlichen Berufsschule. 
Da sie hofften, ebenfalls dorthin emigrieren zu können, schickte die Familie 1937 ihren Sohn Walter mit einem Kindertransport in die USA. Kron selbst bewarb sich als Kantor bei mehreren jüdischen Gemeinden in den Vereinigten Staaten, wo er aber keine Anstellung angeboten bekam. 
Nach seiner Inhaftierung im Konzentrationslager Sachsenhausen im Zuge der Novemberpogrome 1938 zog Kron mit seiner Frau und seiner Mutter nach Hamburg, die dort starb. Am 25. Oktober 1941 wurden Gustav und Selma Kron von Hamburg aus in das Ghetto Litzmannstadt deportiert. Ende des Jahres wurden beide in das Vernichtungslager Kulmhof gebracht, wo sie im Mai 1942 ermordet wurden.